# Landkreis Zwickau
Landkreis Zwickau är ett distrikt (Landkreis) i västra delen av det tyska förbundslandet Sachsen. Det bildades 1 augusti 2008 genom sammanslagning av de tidigare distrikten Chemnitzer Land och Zwickauer Land med staden Zwickau, som fram till denna tidpunkt var distriktfri. Distriktet har ungefär 350 000 invånare, centralorten är Zwickau.

## Administrativ indelning
I förvaltningsrättslig mening finns i modern tid ingen skillnad mellan begreppet Stadt (stad) gentemot Gemeinde (kommun). Följande städer och Gemeinden ligger i Landkreis Nordsachsen: 

### Städer
| - Crimmitschau - Glauchau - Hartenstein - Hohenstein-Ernstthal | - Kirchberg - Lichtenstein/Sa. - Limbach-Oberfrohna - Meerane | - Oberlungwitz - Waldenburg - Werdau | - Wildenfels - Wilkau-Haßlau - Zwickau |

### Kommuner
| - Bernsdorf - Callenberg - Crinitzberg - Dennheritz - Fraureuth | - Gersdorf - Hartmannsdorf bei Kirchberg - Hirschfeld - Langenbernsdorf - Langenweißbach | - Lichtentanne - Mülsen - Neukirchen/Pleiße - Niederfrohna - Oberwiera | - Reinsdorf - Remse - Schönberg - St. Egidien |